# ŠD Cven
Športno društvo Cven, thường hay gọi ŠD Cven hoặc đơn giản Cven, là một câu lạc bộ bóng đá Slovenia thi đấu ở làng Cven. Câu lạc bộ được thành lập năm 1993 và thi đấu tại 1. MNL, hạng thứ năm của hệ thống giải bóng đá Slovenia.

## Danh hiệu
Giải vô địch
- Giải bóng đá hạng tư quốc gia Slovenia: 2

2002-03, 2003-04
- Giải bóng đá hạng năm quốc gia Slovenia: 1

2015-16
- Giải bóng đá hạng sáu quốc gia Slovenia: 1

2011-12
- MNZ Murska Sobota Cup: 1

2002-03

## Lịch sử giải đấu kể từ năm 2002
| Mùa giải | Giải vô địch      | Thứ hạng |
| -------- | ----------------- | -------- |
| 2002-03  | 1. MNL (cấp độ 4) | thứ 1    |
| 2003-04  | 1. MNL (cấp độ 4) | thứ 1    |
| 2004-05  | 2. MNL (cấp độ 6) | thứ 3    |
| 2005-06  | 2. MNL (cấp độ 6) | thứ 6    |
| 2006-07  | 2. MNL (cấp độ 6) | thứ 7    |
| 2007-08  | 2. MNL (cấp độ 6) | thứ 5    |
| 2008-09  | 2. MNL (cấp độ 6) | thứ 3    |
| 2009-10  | 2. MNL (cấp độ 6) | thứ 3    |
| 2010-11  | 1. MNL (cấp độ 5) | thứ 12   |
| 2011-12  | 2. MNL (cấp độ 6) | thứ 1    |
| 2012-13  | 1. MNL (cấp độ 5) | thứ 3    |
| 2013-14  | /                 | [ d ]    |
| 2014-15  | 2. MNL (cấp độ 5) | thứ 3    |
| 2015-16  | 2. MNL (cấp độ 5) | thứ 1    |
| 2016-17  | 1. MNL (cấp độ 4) | thứ 7    |
| 2017-18  | 1. MNL (cấp độ 4) | thứ 11   |
| 2018-19  | 1. MNL (cấp độ 5) | thứ 7    |

1. ↑  Từ chối thăng hạng Giải bóng đá hạng ba quốc gia Slovenia. Hợp nhất với NK Ljutomer.[7]
2. ↑  Thua play-off thăng hạng cho Giải bóng đá hạng ba quốc gia Slovenia. Sau mùa giải, Ljutomer và Cven tách ra. Ljutomer chiếm vị trí ở giải đấu mới Pomurska League, trong khi Cven bắt đầu ở cuối hệ thống giải.
3. ↑  Rút khỏi tất cả các giải đấu.
4. ↑  Không tham gia giải đấu nào nên bị đẩy xuống hạng cuối cùng.
5. ↑  Pomurska League được tái lập sau mùa giải, vì vậy Cven ở lại 1. MNL nhưng lại xuống cấp độ 5.